# سورن کوچاریان
سورن هواکیمی کوچاریان (ارمنی: Սուրեն Հովակիմի Քոչարյան؛  زادهٔ ۵ سپتامبر ۱۹۰۴ - درگذشته ۹ اکتبر ۱۹۷۹) بازیگر تئاتر اهل ارمنستان بود.

## زندگی‌نامه
وی در ۱۸ سپتامبر [سبک قدیمی: ۵ سپتامبر] ۱۹۰۴ در تفلیس به دنیا آمد و از از استودیو دراماتیک ارمنیان مسکو فارغ‌التحصیل گشت. وی بازیگر فرهنگستان دولتی تئاتر سوندوکیان بود. وی همچنین برنده جوایزی همچون هنرمند مردمی ارمنستان شوروی، جایزه دولتی ارمنستان شوروی، هنرمند مردمی اتحاد شوروی جایزه دولتی اتحاد شوروی، جایزه استالین، جایزه دولتی اتحاد شوروی و هنرمند مردمی جمهوری شوروی فدراتیو سوسیالیستی روسیه شد. وی در ۹ اکتبر ۱۹۷۹ در سن ۷۵ سالگی در مسکو درگذشت و در ایروان به خاک سپرده شد.